# Rhizothrix gracilis
Rhizothrix gracilis is een eenoogkreeftjessoort uit de familie van de Rhizothricidae. De wetenschappelijke naam van de soort is voor het eerst geldig gepubliceerd in 1903 door Thomas Scott.